# Wakabayashilita
La wakabayashilita es un mineral de la clase de los minerales sulfuros. Fue descubierta en 1969 en la prefectura de Gunma, en la isla de Honshū (Japón), siendo nombrada así en honor de Yaichiro Wakabayashi, mineralogista japonés. Un sinónimo es su clave: IMA1969-024.

## Características químicas
Es un complejo arseniuro sulfuro de cationes arsénico y antimonio.

## Formación y yacimientos
Aparece formando fibras en drusas de cuarzo o embebidas en calcita.
Suele encontrarse asociado a otros minerales como: rejalgar, oropimente, estibina, pirita, calcita, chabourneíta, pierrotita, parapierrotita, esfalerita, twinnita, zinkenita, madocita, andorita, smithita, laffittita, routhierita o aktashita.